# آیداهواسپرینگز (کلرادو)
آیداهواسپرینگز (به انگلیسی: Idaho Springs) شهری در ایالت کلرادو کشور ایالات متحده آمریکا است که جمعیت آن در سرشماری سال ۲۰۱۰ میلادی، ۱٬۷۱۷ نفر بوده‌است.

## نگارخانه

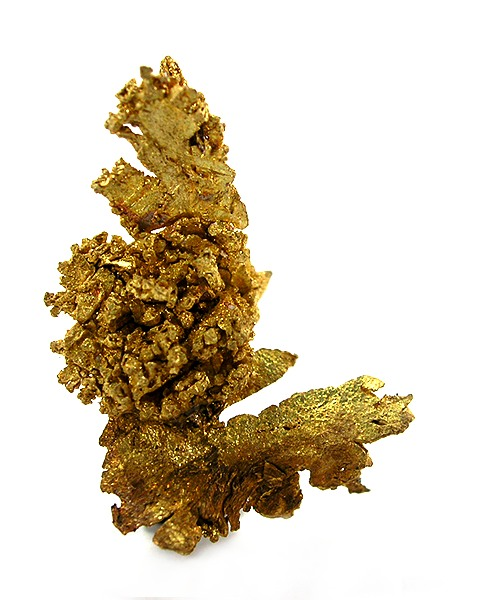
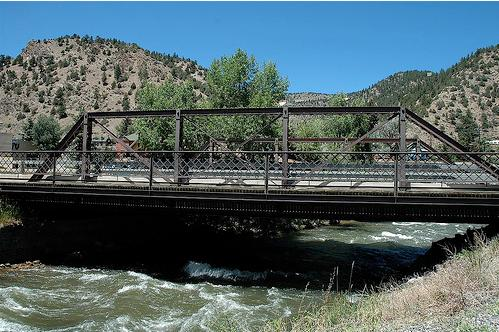